# Parcul Peisagistic Regional Tiligul, regiunea Odesa
Parcul Peisagistic Regional Tiligul (în ucraineană Тилігульський регіональний ландшафтний парк) este o arie protejată cu statut de parc peisagistic din sud-vestul Ucrainei. Parcul este situat pe coasta de vest a limanului râului Tiligul, în raioanele Berezivka și Odesa ‎din regiunea Odesa. Suprafață arie protejate constituie 13.954 hectare, dintre care 3.973 de hectare de teren și 9.981 hectare de liman. Statutul a fost acordat în 1997 și este administrat de Consiliul regional Odesa.
Teritoriul parcului include zone bogate în floră și faună și are o mare valoare ca habitat pentru păsările acvatice, care vin aici la cuibărit, iernat, rămânând în timpul migrațiilor sezoniere.
Parcul cuprinde 5 rezervații distincte, dintre care una este o rezervație de importanță națională: „Cotul Strelka” (ornitologică, de importanță națională), „Kalîniv” (botanică), „Bancul de nisip Tiligul” (ornitologic), rezervațiile peisagistice „Cair” și „Novomîkolaiivka”).

## Floră și faună
Pe coasta limanului există aproximativ 350 de specii diferite de plante superioare, dintre care 18 sunt enumerate în Cartea Roșie a Ucrainei. 
În cadrul parcului există 384 de specii de vertebrate, inclusiv 56 de specii de pești, 5 de amfibieni, 8 specii de reptile, 120 de păsări, 26 specii de mamifere. Numărul total de păsări este cuprins între 2.000 și 7.000 de perechi. Numărul păsărilor care iernează este de aproximativ 10.000 de exemplare, iar în zbor aproximativ 8.000 de indivizi. Principalele locuri de cuibărit sunt zonele de stuf în partea superioară a estuarului și insule nisipoase în partea inferioară. Limanul Tiligul este un loc tradițional de concentrare a păsărilor în timpul migrațiilor. Dintre speciile de păsări enumerate în Cartea Roșie a Ucrainei, se regăsesc aici: cormoran mic, piciorong, prundăraș de sărătură, scoicar, lopătar, țigănuș, stârc galben, etc. În plus, aprox. 1/4 din populația europeană de egretă mare iernează aici.

## Galerie de imagini

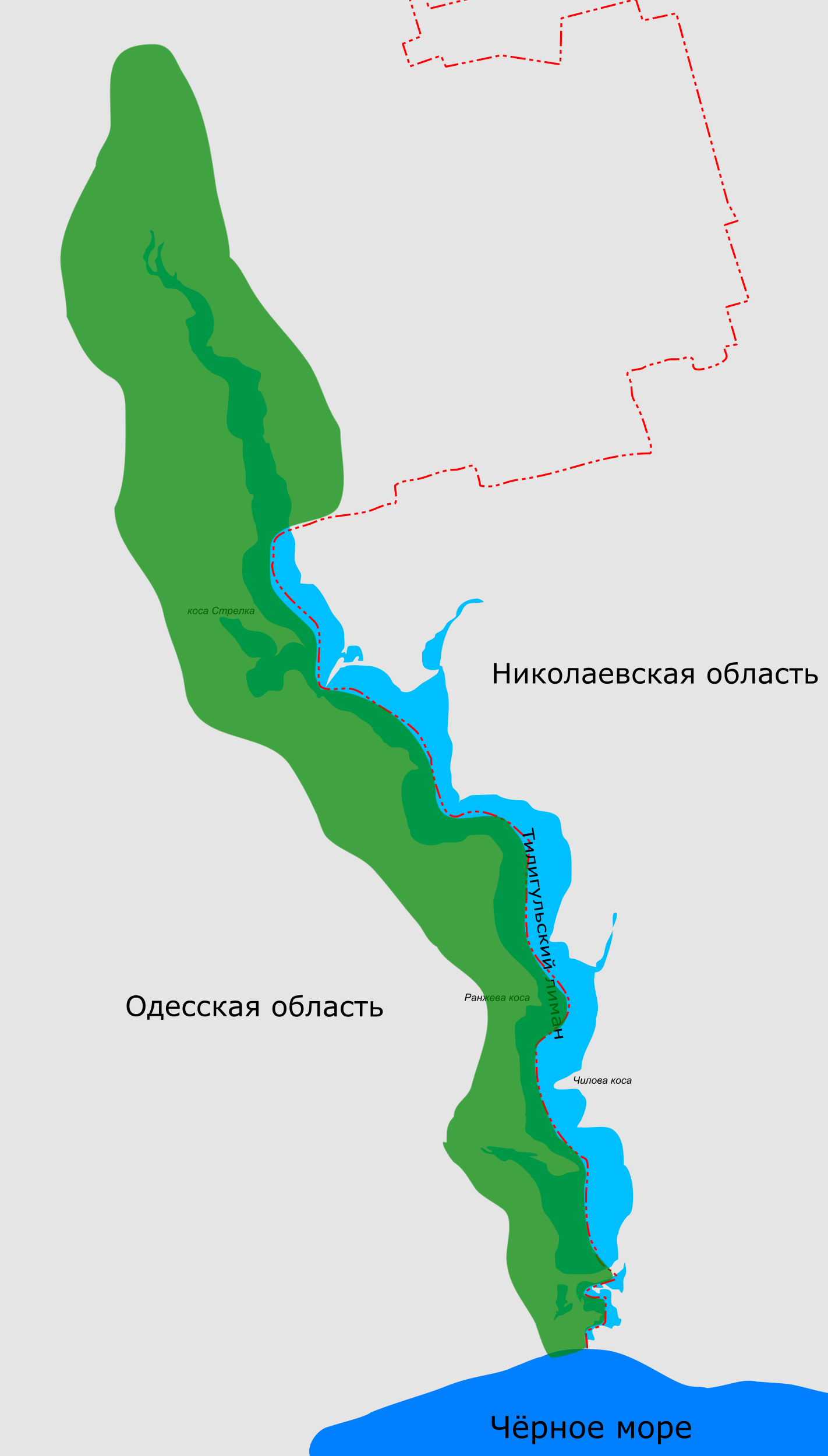
Harta rezervației întinsă de-a lungul limanului.
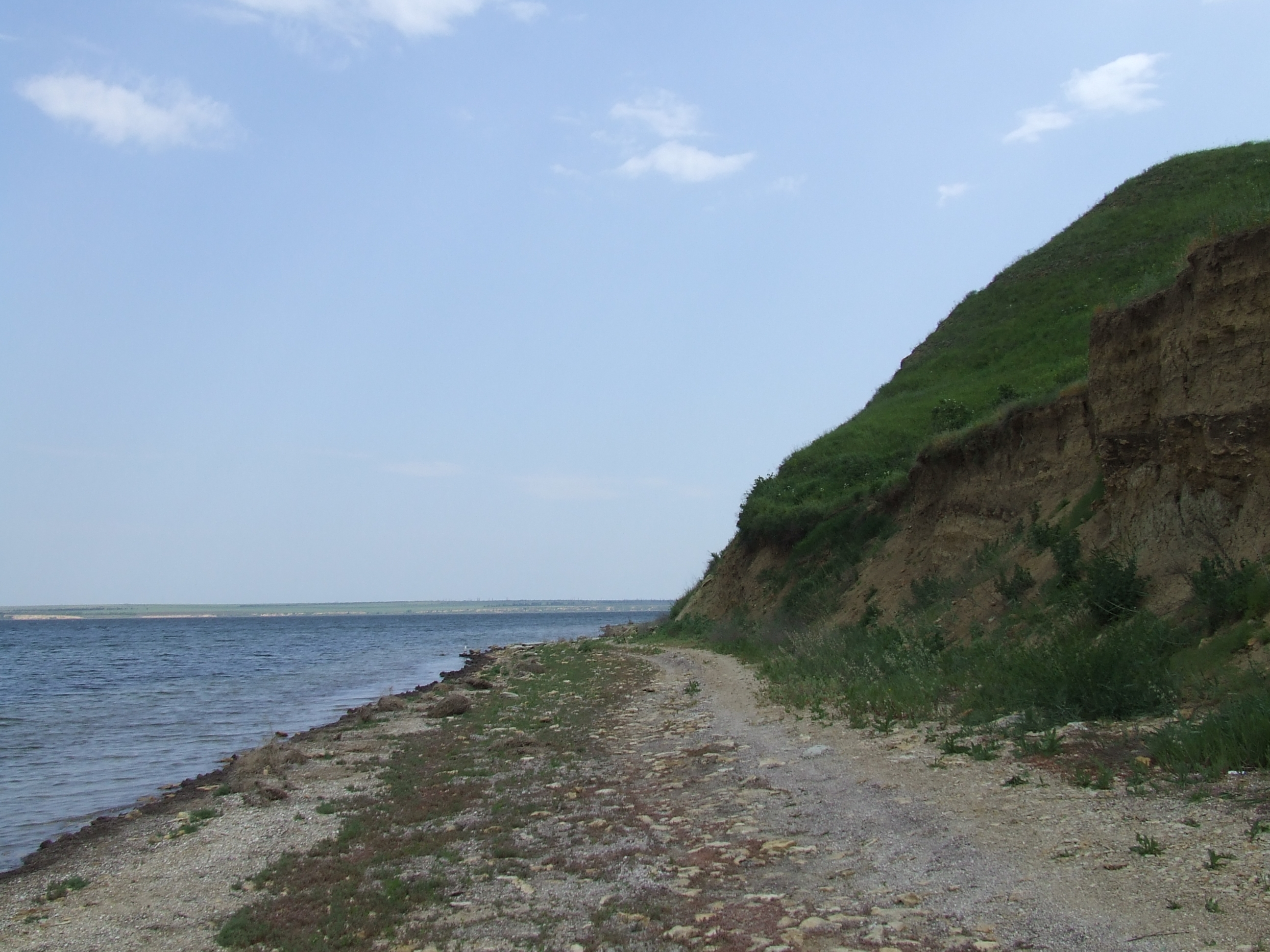
Secțiune de coastă.